# Kreisgericht Strasburg
Das Kreisgericht Strasburg war ein preußisches Kreisgericht in der damaligen Provinz Preußen mit Sitz in der Stadt Strasburg.

## Geschichte
In Strasburg bestand bis 1849 das Land- und Stadtgericht Strasburg. 1849 wurden in Preußen einheitlich Kreisgerichte geschaffen. Hierbei wurde die Patrimonialgerichtsbarkeit abgeschafft und die Patrimonialgerichte wurden aufgehoben. Es entstand das Königliche Kreisgericht Strasburg im Sprengel des Appellationsgerichts Marienwerder. Es war für den Kreis Strasburg zuständig.
Das zuständige Schwurgericht war das Kreisgericht Thorn. Am Gericht waren 1870 ein Direktor und acht Kreisrichter eingesetzt. 1870 betrug die Zahl der Gerichtseingesessenen 61.80. Gerichtskommissionen wurden in Gollub und Lautenburg eingerichtet. Gerichtstage wurden in Gorzno gehalten.
Im Rahmen der Reichsjustizgesetze wurde das Gerichtswesen in Deutschland 1879 vereinheitlicht. Damit wurde das Kreisgericht Strasburg aufgehoben und das königlich preußische Amtsgericht Strasburg in Westpreußen mit Wirkung zum 1. Oktober 1879 als eines von neun Amtsgerichten im Bezirk des Landgerichtes Thorn als Nachfolger gebildet. Auch die Gerichtskommissionen wurden in Amtsgerichte umgewandelt (Amtsgericht Gollub und Amtsgericht Lautenburg).